# 努布伦斯体育俱乐部
努布伦斯体育俱乐部（Club de Deportes Ñublense）是智利足球俱乐部，位于智利小城奇廉。球队现为智利足球甲级联赛球队。

## 球队荣誉
- 智利足球乙级联赛冠军：1976年 2020
- 智利足球乙级联赛春季冠军：1971年
- 智利足球丙级联赛冠军：1986年, 1992年, 2004年